# Jabou Jawo
Jabou Jawo (ur. 18 kwietnia 1962 w Bandżulu) – gambijska lekkoatletka specjalizująca się w biegach sprinterskich.
Wystąpiła dwukrotnie na igrzyskach Wspólnoty Narodów – w 1978 i 1982, zarówno na dystansie 100, jak i 200 metrów. W 1984 wystąpiła na letnich igrzyskach olimpijskich odbywających się w Los Angeles. Rywalizowała w sztafecie 4 × 100 m wraz z Victorią Decką, Georgianą Freeman i Amie N’Dow w drugim biegu eliminacyjnym. Gambijki z czasem 47,18 zajęły ostatnie, 6. miejsce, które nie premiowało awansu do biegu finałowego. Wynik uzyskany przez reprezentantki Gambii w Los Angeles jest rekordem kraju w tej konkurencji. Jawo wystąpiła także w biegu na 100 m. Rywalizację zakończyła na 7. miejscu w eliminacjach z czasem 12,10. Ponownie na igrzyskach olimpijskich wystartowała w 1988 w Seulu. Zajęła ostatnie, 8. miejsce w biegu eliminacyjnym na 100 m z czasem 12,27.
Jej rekord życiowy na dystansie 100 metrów, ustanowiony w 1984 to 11,6 s.